# Paolo Stiz
Paolo Stiz (Urbino, 16 luglio 1891 – Conegliano, 16 marzo 1959) è stato un generale italiano del Regio Esercito.

## Biografia
Discendente da famiglia bellunese di antiche tradizioni patriottiche, figlio di Giuseppe Stiz e di Ester Bellussi, Paolo nasce a Urbino il 16 luglio del 1891. Dopo gli studi, a 21 anni parte volontario arruolandosi nel 1º Reggimento d'Artiglieria da Montagna nella Guerra italo-turca. Un ragazzo sano e vigoroso alto un metro e settantasette e viene quindi reclutato come militare di 1ª categoria. È l'ultimo giorno dell'anno 1910 quando entra per la prima volta in caserma e tre mesi dopo, il 31 marzo del 1911, la sua carriera inizia con la promozione a caporale. Continuando nella ferma contratta, il 31 luglio dello stesso anno, diventa sergente ed il 21 gennaio del 1912 viene nominato sottotenente di complemento.

### La guerra italo-turca
Assegnato alla 23ª batteria del 2º Reggimento d'Artiglieria da Montagna, partecipa alla guerra italo-turca dove gli artiglieri hanno modo di dimostrare il loro valore nei pressi di El Coefia, alle Due Palme e quindi nelle occupazioni di Rodi e di Misurata. Nella sanguinosa battaglia di Sidi Garbaa, località dell'altopiano cirenaico situata a una quindicina di chilometri a sud di Derna, la 23ª Batteria viene completamente perduta. In quell'occasione il sottotenente Paolo Stiz si distingue meritando una medaglia di bronzo al Valor Militare: "Coadiuvava con coraggio e capacità il Comandante della batteria nel dirigere il fuoco dei pezzi, e poi, con ardita iniziativa, usciva dalla linea degli scudi e, con un pezzo ed alcuni uomini armati di moschetto, ricacciava gruppi di avversari che si ammassavano dietro ripari per un nuovo assalto. Sidi Garbàa 16 maggio 1913".

### La Grande Guerra
Con altri reduci della Libia, Stiz viene successivamente inviato in Cadore a guardia del confine e allo scoppio della Grande Guerra, col grado di tenente, durante le prime azioni è messo a disposizione del maggiore Pietro Riccomanni che comanda il Gruppo "Belluno"[3]. Nei primi giorni di aprile del 1916, per appoggiare l'attacco al Passo della Sentinella, il tenente Paolo Stiz prepara e poi dirige le operazioni di trasporto di un pezzo da 65/17 della 23ª Batteria nei pressi di Cima Undici alla quota di 3045 metri. Egli stesso, nel 1934, descriverà, in un diario di memorie, questa azione: "Il terreno percorso da questo eccezionale trasporto, non solo era completamente in vista delle posizioni avversarie e quindi soggetto ai tiri frontali dalla quota 2644 e a quelli di infilata dalla Valle Bacher, ma era anche costituito da un ghiaione ripidissimo e franabile sul quale, ben a stento, due uomini, con carico sulle spalle, potevano mantenersi in equilibrio: e più grave fu il cammino che obbligò a risalire il vallone Popera, ove la neve ed il gelo ostacolavano ogni movimento. Ma gli artiglieri vinsero ogni ostacolo ed il cannone fu appostato pronto all'azione. Il mattino del 16 aprile agli ordini del Capitano Sala, mentre gli altri tre pezzi della Batteria da Forcella Giralba investivano col fuoco le posizioni nemiche di quota 2644 e della Valle Bacher, il pezzo di Cima Undici-Popera, fra lo stupore del nemico, interveniva rapido nell'azione, vomitando il fuoco e la morte sul nemico annidato in Croda Rossa. L'azione improvvisa di questo pezzo sulle posizioni del Ventaglio, delle Guglie A. Moro, della Forcella Bassa e dello Sperone, sorprese il nemico che, preso dal panico, cercò protezione nelle spaccature della roccia di Croda Rossa, nel mentre il manipolo di alpini, lanciati ed infiammati dal Capitano Sala, piombarono come valanga, piantandovi il tricolore d'Italia e garantendo il pieno possesso di quella posizione."[4]
Promosso capitano per meriti eccezionali, nel novembre dello stesso anno Stiz sostituisce il tenente colonnello Riccomanni al comando del Gruppo "Belluno" che viene posto a presidio del settore Padola-Visdende. Assolti i compiti successivamente assegnati - compreso il contrattacco ad un'incursione dei battaglioni bavaresi avvenuta il 24 ottobre del 1917 sul Monte Piana - alla fine del mese il Gruppo "Belluno" riceve l'ordine di ripiegare. Il capitano Stiz organizza le sue batterie a copertura delle truppe che, dopo le giornate di Caporetto, stanno arretrando sulla linea del Piave. Nel primo pomeriggio del 10 novembre gli artiglieri del "Belluno" arrivano a Feltre e il giorno successivo, forzato lo sbarramento alla stretta di Quero, si appostano a Schievenin contribuendo a bloccare i tentativi nemici di attraversare il Piave. La 23ª Batteria affianca i fanti della Brigata Como sulle posizioni di Monte Cornella e di Rocca Cisa ripiegando, nella giornata del 16 novembre, sulle linee di Val Calcino; le altre Batterie si schierano sulla linea di difesa Monfenera - Monte Tomba. Alla fine dell'anno il Gruppo entra a far parte della 50ª Divisione del XVIII Corpo d'Armata e prende posizione a nord del Monte Meate, nel settore del Grappa, affacciate alle linee nemiche del Valderoa e dei Solaroli. Nella "battaglia del Solstizio", valsa ad arrestare l'avanzata degli avversari che minacciavano, tra l'altro, di sfondare la linea di Val Calcino, il Comandante Paolo Stiz merita una medaglia d'argento la cui motivazione basta a descrivere gli avvenimenti di quei giorni: "Comandante di Gruppo di Artiglieria da Montagna, con opera instancabile, portandosi da una batteria all'altra, nonostante bombardamento nemico, tenendosi a stretto contatto con le fanterie e con ricognizioni in prima linea per riconoscere gli obbiettivi, coordinava con intelligenza l'impegno delle sue batterie. Inoltre, rimaste prive di collegamento e di direzione una batteria da 149 mm e una bombarda da 240, dislocate in località vicine al suo Gruppo, ne assumeva la direzione e ne coordinava l'impiego con quello delle proprie batterie. In tal modo con la sua azione di comando, riusciva ad appoggiare efficacemente l'azione delle fanterie sì da rendere salda ed efficace la resistenza, e con quella sua personale era di fulgido esempio a tutti i suoi artiglieri. Col dell'Orso 15-19 giugno 1918".
Durante i reiterati tentativi di conquistare il Monte Solarolo il capitano Stiz è quindi chiamato[5], oltre che a comandare le proprie batterie, a garantire il collegamento delle artiglierie di tutto il settore con le fanterie attaccanti. Il suo operato viene premiato con l'attribuzione di una medaglia di bronzo: "Comandante di un Gruppo seppe, con l'esempio e con la parola, infiammare di fede gli animi dei suoi cannonieri. Durante tre cruente operazioni contribuì validamente, con la sua azione personale, all'eroica difesa del saliente dei Monti Solaroli. Il sistematico e terribile fuoco di distruzione diretto sul suo osservatorio, non gli impedì di adempiere costantemente al suo servizio, a vantaggio di tutto il Corpo d'Armata. I micidiali concentramenti di fuoco nemici sulle batterie del suo Gruppo, non valsero a ridurre minimamente l'efficacia del tiro. Monte Grappa 24 giugno - 15 luglio 1918".
Ad agosto il Gruppo "Belluno" viene messo a disposizione del XIV Corpo d'Armata Britannico sugli Altipiani di Asiago per rientrare poi alla 4ª Armata piazzando le proprie batterie sul Monte Coston e sul Col Moschin. Il 23 ottobre il Gruppo passa alle dipendenze della Brigata Lombardia e vi resta, contribuendo ai ripetuti attacchi delle fanterie, fino alla conquista dei Solaroli avvenuta il 31 ottobre, all'inizio dei decisivi eventi che saranno ricordati come "la battaglia di Vittorio Veneto". Sempre al comando del capitano Stiz, gli artiglieri del "Belluno" inseguono gli sconfitti per la valle dello Stizzon sino a Seren, Arten e Feltre.

### Dopoguerra
Nel dopoguerra Stiz è chiamato a Tarvisio, a Udine ed infine a Conegliano al comando di vari gruppi di artiglieria. In seguito, con decreto 20 luglio 1939, il Ministro della Guerra lo autorizza a fregiarsi della medaglia militare per aver compiuto vent'anni di effettivo comando di reparto. È allora Tenente Colonnello e, poco dopo, la sua carriera viene interrotta a causa di una malattia contratta in servizio. Il pensionamento è inevitabile e, dopo lunghe sofferenze coraggiosamente affrontate, dopo essere stato nominato ufficiale nel ruolo d'onore, Paolo Stiz muore il 16 marzo 1959. La fanfara della Julia lo accompagna nell'ultimo viaggio al cimitero di Conegliano dove ora riposa al fianco di sua moglie, Anna Bruna Lucchetti che lo ha raggiunto nel 1993. Suo figlio, Giancarlo Stiz, è stato il giudice istruttore per l'inchiesta della strage di Piazza Fontana che ha portato alla scoperta della pista neofascista che, nel 1971, ha portato all'arresto di Franco Freda e Giovanni Ventura.